# Tafalisca pallidocincta
Tafalisca pallidocincta is een rechtvleugelig insect uit de familie krekels (Gryllidae). De wetenschappelijke naam van deze soort is voor het eerst geldig gepubliceerd in 1890 door Kirby.